# Miranda (film 1985)
Miranda è un film del 1985 diretto da Tinto Brass.
Il film prende liberamente spunto dalla commedia di Carlo Goldoni, La locandiera, la cui protagonista si chiama per l'appunto Mirandolina.

## Trama

Toni (Franco Branciaroli) e Miranda (Serena Grandi)

Nella bassa Pianura Padana all'inizio degli anni cinquanta, Miranda attende da anni il ritorno di Gino, il marito disperso in guerra. In attesa di notizie del coniuge la donna, una locandiera prosperosa e molto disponibile, si concede numerose avventure con i personaggi che ruotano intorno al suo locale: l'autotrasportatore Berto, amante fisso e motivo di numerosi litigi; il ricco ex fascista Carlo, l'amante di passaggio, costretto al confino ma pronto a coprire la donna di costosi regali; il giovane Norman, avvenente tecnico americano, che si occupa del metanodotto e delle bellezze locali. Tra i pretendenti, non dichiarato, c'è pure Toni, il garzone della locanda. Toni è sinceramente innamorato di Miranda, ma la donna, intuendone le intenzioni, non gli concede occasione di manifestare i suoi sentimenti.
Miranda, giocando con i vari uomini, passa da un incontro a un altro, con grande disinvoltura e leggerezza. Nel frattempo si permette anche di dispensare consigli amorosi e dichiarazioni libertine alle amiche.

## Produzione
Buona parte del set fu ambientata nel paese di Pomponesco. Alcune scene furono girate a Comacchio e a Riva del Po, altre al porto di Ancona, mentre la sequenza del ballo è stata ambientata presso l'Hotel Regina sulla spiaggia di Senigallia.
Tra gli aiuto registi spicca un giovane Domenico Saverni, futuro collaboratore a molte sceneggiature di cinepanettoni.

## Distribuzione
Il film è stato proiettato nelle sale italiane a partire dal 15 ottobre 1985.

## Accoglienza

### Critica
La critica ha accolto in modo negativo il film di Tinto Brass. Stefano Reggiani in una sua recensione ha definito la pellicola "un film di culto corporale, una celebrazione del sesso femminile in senso stretto". Secondo Matteo Contin, il film è sostanzialmente un imbroglio perché vorrebbe essere un sexy-affresco sull'Italia post-bellica, mentre invece si sviluppa come un soft-core condito da dialoghi che vorrebbero far apparire serioso e artistico il tutto. Ne esce un film "stanco, ricattatorio, senza un briciolo di idea che non sia quella di fare vedere la topa di Serena Grandi".

## Riconoscimenti
- Ciak d'oro – 1986
  - Candidatura alla migliore scenografia a Paolo Biagetti
  - Candidatura ai migliori costumi a Jost Jakob e Stefania D'Amario
  - Candidatura alla migliore fotografia a Silvano Ippoliti
  - Candidatura al migliore montaggio a Tinto Brass